# Monument en l'honneur de la souris de laboratoire
Le monument en l'honneur de la souris de laboratoire est une sculpture installée à Novossibirsk, une ville de Sibérie occidentale, en Russie. Il est situé dans un parc en face de l'Institut de cytologie et de génétique de la cité scientifique d'Akademgorodok, et a été achevé le 1er juillet 2013, ce qui coïncide avec le 120e anniversaire de fondation de la ville.

## Description
Le monument représente une souris anthropomorphe avec des lunettes et une blouse de laboratoire en train de tricoter une double hélice d'ADN. La statue mesure environ 70 cm de haut à elle seule et 2,5 m avec son socle.

## Interprétation
Selon Nikolaï Kolchanov, le directeur de l'institut, le monument commémore le sacrifice de la souris dans la recherche en génétique utilisée pour comprendre les mécanismes biologiques et physiologiques pour le développement de nouveaux médicaments et la guérison de maladies.

## Contexte
La première pierre du monument a été posée le 1er juin 2012, en l'honneur du 55e anniversaire de la fondation de l'Institut de cytologie et de génétique. Le dessin de la souris est une création de l'artiste Andreï Kharkévitch, de Novossibirsk, qui a réalisé plus de dix croquis avant de se fixer sur un dessin définitif. C'est parmi les différentes versions d'animaux à l'image classique et stylisée qu'une souris tricotant l'hélice d'ADN a été sélectionnée[pas clair].

Andreï Kharkévitch a décrit son dessin en déclarant : 

« Il combine à la fois l'image d'une souris de laboratoire et celle d'un scientifique, car ils sont interconnectés et servent la même cause. La souris est capturée au moment de la découverte scientifique. Si vous regardez attentivement ses yeux, vous pouvez voir que cette souris a déjà trouvé quelque chose. Mais toute la symphonie de la découverte scientifique, la joie, les « eurêka ! » n'ont pas encore retenti. »

Le sculpteur Alexeï Agrikolianski, qui a réalisé la statue, a avoué qu'il n'avait pas été facile de capturer ce moment car la souris n'était manifestement pas humaine. Il lui a fallu pourtant produire un caractère et des émotions crédibles pour la souris et, tout en maintenant les proportions anatomiques, créer quelque chose qui ne ressemblait ni à un personnage de dessin animé ni à une vraie souris.
La sculpture a été coulée en bronze à Tomsk par Maxim Petrov.